# Acolnahuacatl
In Azteekse mythologie was Acolnahuacatl (ook wel bekend als Acolmiztli) de god van Mictlan, de onderwereld. Acolmiztli betekent in het Nahuatl "Sterke Katachtige" of "Arm van de Poema". Hij wordt vaak afgebeeld als een zwarte poema, met een bovennatuurlijke brul. Hij bleef in leven door het rijk van de doden te betreden.
De dichter-koning van Texcoco, Nezahualcóyotl (1402 – 1472), nam om de god Acolnahuacatl eer te bewijzen zijn naam aan.